# Sveio

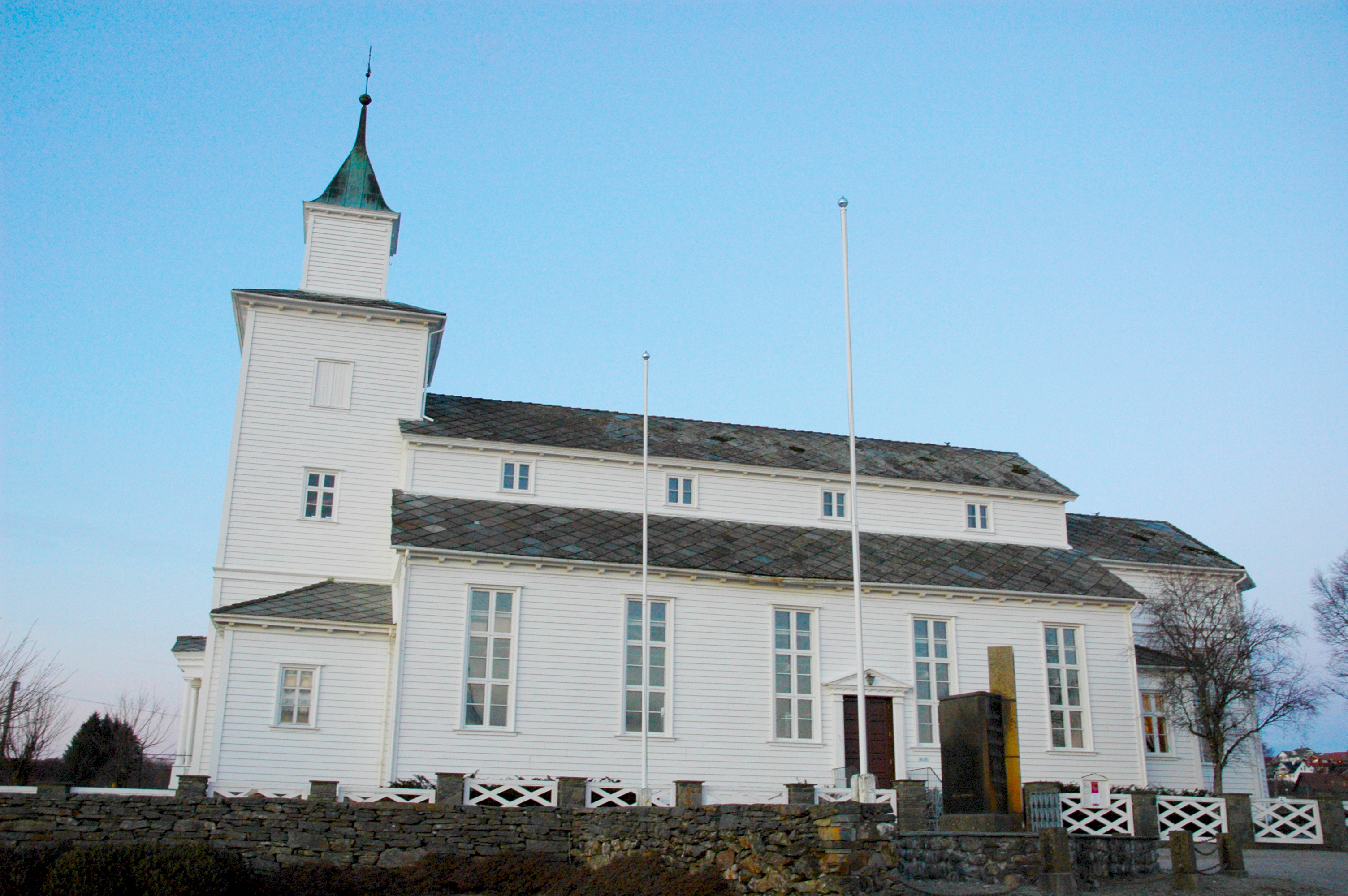
Sveio kyrka.

Sveio är en tätort och kyrkby i Sveio kommun i Vestland fylke i västra Norge. Orten ligger intill Vigdarvatnet och hade 1 242 invånare den 1 januari 2012.
Sveio kyrka ligger här. 